# ماري فيليبس (كاتبة)
ماري فيليبس (بالإنجليزية: Marie Phillips)‏ هي كاتِبة بريطانية، ولدت في 22 أبريل 1976 في لندن في المملكة المتحدة.

## وصلات خارجية
- الموقع الرسمي